# Championnat d'Écosse de football 1919-1920
Navigation
Édition précédente Édition suivante
La 30e édition du championnat d'Écosse de football est remportée par les Rangers FC. C’est le dixième titre de champion du club de Glasgow. Le chassé-croisé entre les deux grands clubs de Glasgow continue. Les Rangers gagnent avec trois points d’avance sur le Celtic FC. Motherwell FC complète le podium.
À la fin de la 29e saison, le championnat se transforme. Quatre clubs sont choisis par les clubs de première division pour les rejoindre. Dundee FC, Aberdeen FC, Raith Rovers font leur retour dans l’élite ; Albion Rovers y accède pour la toute première fois. Le championnat passe ainsi de 18 à 22 équipes.
Avec 33 buts marqués en 42 matchs,  Hughie Ferguson de Motherwell FC remporte pour la deuxième fois le titre de meilleur buteur du championnat.

## Les clubs de l'édition 1919-1920
| Club                              | Ville      |
| --------------------------------- | ---------- |
| Aberdeen Football Club            | Aberdeen   |
| Albion Rovers Football Club       | Coatbridge |
| Ayr United Football Club          | Ayr        |
| Airdrieonians Football Club       | Airdrie    |
| Celtic Football Club              | Glasgow    |
| Clyde Football Club               | Glasgow    |
| Clydebank Football Club           | Clydebank  |
| Dumbarton Football Club           | Dumbarton  |
| Dundee Football Club              | Dundee     |
| Falkirk Football Club             | Falkirk    |
| Greenock Morton Football Club     | Greenock   |
| Hamilton Academical Football Club | Hamilton   |
| Heart of Midlothian Football Club | Édimbourg  |
| Hibernian Football Club           | Leith      |
| Kilmarnock Football Club          | Kilmarnock |
| Motherwell Football Club          | Motherwell |
| Partick Thistle Football Club     | Glasgow    |
| Queen's Park Football Club        | Glasgow    |
| Raith Rovers Football Club        | Kirkcaldy  |
| Rangers Football Club             | Glasgow    |
| Saint Mirren Football Club        | Paisley    |
| Third Lanark Athletic Club        | Glasgow    |

## Compétition

### Classement
Le classement est établi sur le barème de points classique (victoire à 2 points, match nul à 1, défaite à 0).
| Rang | Équipe              | Pts | J  | G  | N  | P  | Bp  | Bc | Diff |
| ---- | ------------------- | --- | -- | -- | -- | -- | --- | -- | ---- |
| 1    | Rangers FC          | 71  | 42 | 31 | 9  | 2  | 106 | 25 | +81  |
| 2    | Celtic FC           | 68  | 42 | 29 | 10 | 3  | 89  | 31 | +58  |
| 3    | Motherwell FC       | 57  | 42 | 23 | 11 | 8  | 74  | 53 | +21  |
| 4    | Dundee FC           | 50  | 42 | 22 | 6  | 14 | 79  | 65 | +14  |
| 5    | Clydebank FC        | 48  | 42 | 20 | 8  | 14 | 79  | 65 | +14  |
| 6    | Greenock Morton     | 45  | 42 | 16 | 13 | 13 | 71  | 48 | +23  |
| 7    | Airdrieonians       | 44  | 42 | 17 | 10 | 15 | 57  | 43 | +14  |
| 8    | Third Lanark AC     | 43  | 42 | 16 | 11 | 15 | 56  | 62 | -6   |
| 9    | Kilmarnock FC       | 43  | 42 | 20 | 3  | 19 | 59  | 73 | -14  |
| 10   | Ayr United          | 40  | 42 | 15 | 10 | 17 | 72  | 69 | +3   |
| 11   | Dumbarton FC        | 39  | 42 | 13 | 13 | 16 | 57  | 65 | -8   |
| 12   | Saint Mirren        | 38  | 42 | 15 | 8  | 19 | 63  | 81 | -18  |
| 13   | Partick Thistle FC  | 38  | 42 | 13 | 12 | 17 | 51  | 62 | -11  |
| 14   | Queen's Park FC     | 38  | 42 | 14 | 10 | 18 | 67  | 73 | -6   |
| 15   | Heart of Midlothian | 37  | 42 | 14 | 9  | 19 | 57  | 72 | -15  |
| 16   | Clyde FC            | 37  | 42 | 14 | 9  | 19 | 64  | 71 | -7   |
| 17   | Aberdeen FC         | 35  | 42 | 11 | 13 | 18 | 46  | 64 | -18  |
| 18   | Hibernian FC        | 33  | 42 | 13 | 7  | 22 | 60  | 79 | -19  |
| 19   | Raith Rovers        | 32  | 42 | 11 | 10 | 21 | 61  | 83 | -22  |
| 20   | Falkirk FC          | 31  | 42 | 10 | 11 | 21 | 45  | 74 | -29  |
| 21   | Hamilton Academical | 29  | 42 | 11 | 7  | 24 | 56  | 86 | -30  |
| 22   | Albion Rovers       | 28  | 42 | 10 | 8  | 24 | 43  | 77 | -34  |

|  | Champion d'Écosse |
|  | Relégation        |

## Bilan de la saison
| Tableau d'Honneur                |               |
| Compétition                      | Vainqueur     |
| Championnat d'Écosse de football | Rangers FC    |
| Coupe d'Écosse de football       | Kilmarnock FC |

| Promotions et relégations |       |
| Promus                    | Aucun |
| Relégués                  | Aucun |

## Statistiques

### Meilleur buteur
1. Hughie Ferguson, Motherwell FC, 33 buts